# Prosoplus marmoreus
Prosoplus marmoreus är en skalbaggsart som beskrevs av Stefan von Breuning 1938. Prosoplus marmoreus ingår i släktet Prosoplus och familjen långhorningar.
Artens utbredningsområde är Vanuatu. Inga underarter finns listade i Catalogue of Life.